# Leptogenys huapingensis
Leptogenys huapingensis is een mierensoort uit de onderfamilie van de Ponerinae. De wetenschappelijke naam van de soort is voor het eerst geldig gepubliceerd in 2001 door Zhou.